# Regiones del cantón de Neuchâtel

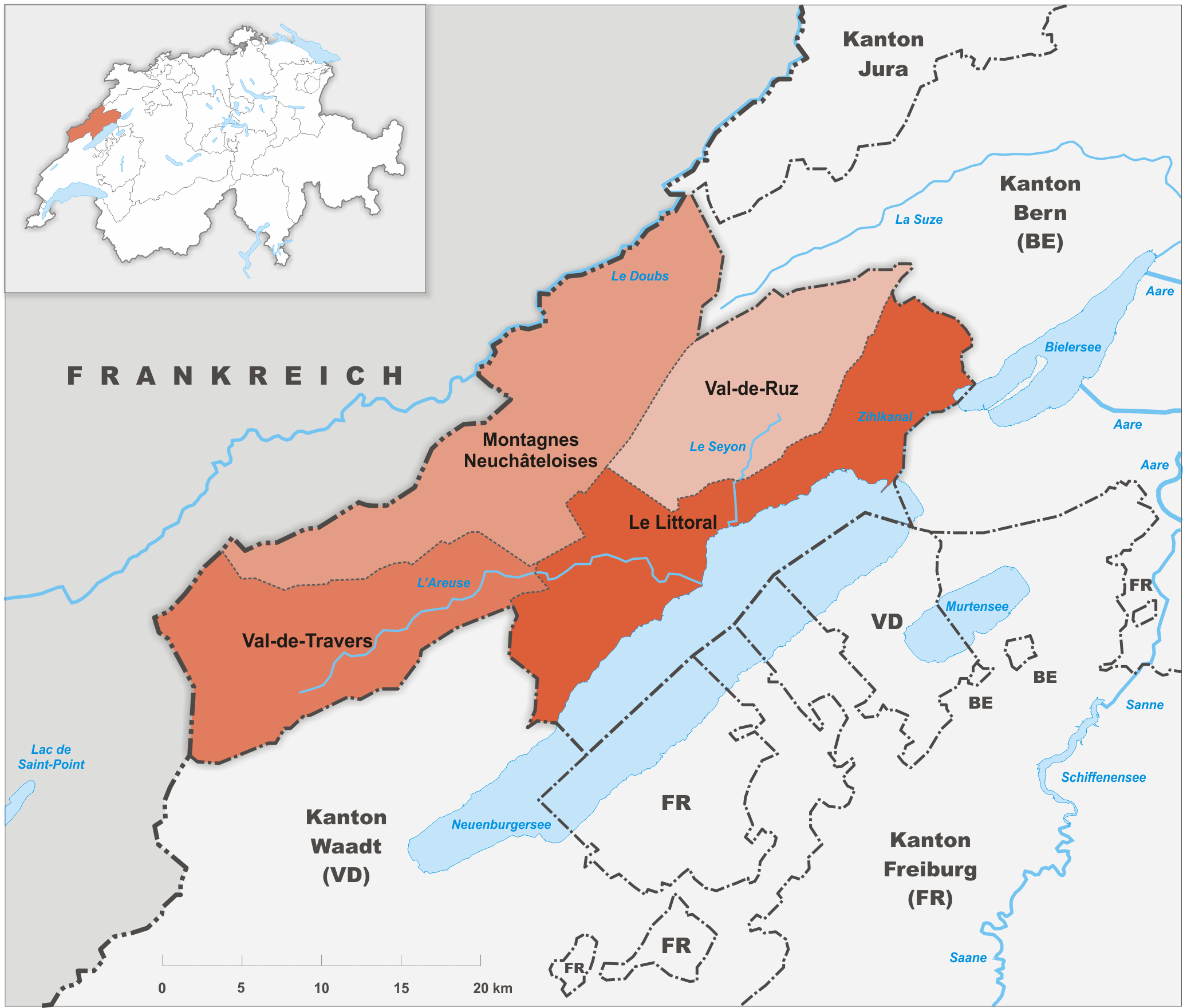
Mapa del cantón de Neuchâtel con las cuatro regiones.

Las regiones del cantón de Neuchâtel son, a partir de 2018, las nuevas subdivisiones electorales y estadísticas del cantón de Neuchâtel, en Suiza.

## Historia
El 24 de septiembre de 2017, los habitantes del cantón de Neuchâtel decidieron con aproximadamente el 58% de votos a favor de la eliminación de los seis distritos del cantón y el establecimiento de un solo distrito electoral. Los distritos desaparecieron el 1 de enero de 2018. Sin embargo, las cuatro regiones se mantienen y se convierten en el nuevo nivel estadístico intermedio del cantón, y un desglose asegura un número mínimo de escaños en el Gran Consejo para cada región.

## Regiones
| Nombre         | N.º OFE | Comunas | Población (2016) | Superficie (km²) | Densidad (hab./km²) |
| -------------- | ------- | ------- | ---------------- | ---------------- | ------------------- |
| Litoral        | B2407   | 16      | 94 495           | 185.83           | 508.5               |
| Val-de-Ruz     | B2408   | 2       | 17 338           | 128.02           | 135.4               |
| Val-de-Travers | B2409   | 3       | 12 110           | 166.44           | 72.8                |
| Montagnes      | B2410   | 10      | 54 624           | 236.64           | 230.8               |
| Total          | Total   | 31      | 178 567          | 802.93           | 222.4               |